# العقلة (ذي ناعم)

تعديل مصدري - تعديل

حارة العقلة هي إحدى حارات مدينة المنقطع أحد مدن محافظة البيضاء، بلغ تعداد سكانها 446 نسمة حسب تعداد اليمن لعام 2004.